# Rugby em cadeira de rodas nos Jogos Paralímpicos de Verão de 2012
As competições de rugby em cadeira de rodas nos Jogos Paralímpicos de Verão de 2012 foram disputadas entre os dias 5 e 9 de setembro na Basketball Arena, em Londres.
O rugby em cadeira de rodas é disputado por duas equipes de 4 jogadores cada e é disputados por homens e mulheres tetraplégicos. Os atletas recebem uma classificação funcional, que varia de 0,5 a 3,5. Quanto maior a classificação, menor é a limitação do atleta. Durante o jogo, a pontuação total dos 4 atletas em quadra não deve ultrapassar 8 pontos. A cada mulher presente em quadra, o limite aumenta 0,5 pontos. O objetivo principal é carregar a bola para dentro da meta adversária, delimitada por 2 cones. A partida é dividida em quatro quartos de 8 minutos cada e quem marcar mais gols vence a partida.

## Medalhistas
|  | AUS Austrália |  | CAN Canadá |  | USA Estados Unidos |
|  | Ben Newton Nazim Erdem Ryley Batt Josh Hose Jason Lees Cody Meakin Greg Smith Chris Bond Ryan Scott Cameron Carr Andrew Harrison |  | Jason Crone Patrice Dagenais Garett Hickling Ian Chan Mike Whitehead Trevor Hirschfield Fabien Lavoie Travis Murao Jared Funk David Willsie Patrice Simard Zak Madell |  | Chance Sumner Seth McBride Adam Scaturro Chuck Aoki Jason Regier Scott Hogsett Nick Springer Will Groulx Andy Cohn Chad Cohn Derrick Helton Joe Delagrave |

## Qualificação
| Competição                                                        | Data                        | Sede                | Vagas | Classificados          |
| ----------------------------------------------------------------- | --------------------------- | ------------------- | ----- | ---------------------- |
| País-sede                                                         |                             |                     | 1     | GBR Grã-Bretanha       |
| Campeonato Mundial IWRF de rugby em cadeira de rodas de 2010      | 21 – 26 de setembro de 2010 | Vancouver, Canadá   | 1     | USA Estados Unidos     |
| Campeonato Americano IWRF de rugby em cadeira de rodas de 2011    | 1 – 9 de outubro de 2011    | Bogotá, Colômbia    | 1     | CAN Canadá             |
| Campeonato Europeu IWRF de rugby em cadeira de rodas de 2011      | 17 – 1 de julho de 2011     | Nottwil, Suíça      | 2     | SWE Suécia BEL Bélgica |
| Campeonato Ásia-Oceania IWRF de rugby em cadeira de rodas de 2011 | 2 – 10 de novembro de 2011  | Seul, Coreia do Sul | 1     | AUS Austrália          |
| Ranking Mundial IWRF                                              |                             |                     | 2     | JPN Japão FRA França   |
| Total                                                             |                             |                     | 8     |                        |

## Convocações
Cada uma das equipes enviou 12 atletas, totalizando 96 atletas participantes. Apesar de ser um evento misto, apenas 2 mulheres foram inscritas no evento.

## Primeira fase
Todos as partidas seguem o horário de Londres (UTC+1).

### Grupo A
| Equipe             | P | J | V | E | D | GP  | GC  | SG  |
| ------------------ | - | - | - | - | - | --- | --- | --- |
| USA Estados Unidos | 6 | 3 | 3 | 0 | 0 | 190 | 136 | +54 |
| JPN Japão          | 4 | 3 | 2 | 0 | 1 | 164 | 159 | +5  |
| GBR Grã-Bretanha   | 2 | 3 | 1 | 0 | 2 | 140 | 157 | -17 |
| FRA França         | 0 | 3 | 0 | 0 | 3 | 150 | 192 | -42 |

|  | Classificados às semifinais |
|  | Eliminadas                  |

| 5 de setembro de 2012 | Estados Unidos USA | 56 - 44   | GBR Grã-Bretanha | Basketball Arena, Londres                                                         |
| 14:00                 | Aoki 14            | Relatório | Phipps 16        | Público: 8,273 pessoas Árbitro: CAN Pierre Alexandre Brière NED Chris van de Riet |

| 5 de setembro de 2012 | Japão JPN  | 65 - 56   | FRA França | Basketball Arena, Londres                                              |
| 21:15                 | Ikesaki 24 | Relatório | Sallem 23  | Público: 3,642 pessoas Árbitro: USA Mitch Carr GER Alexander Schreiner |

| 6 de setembro de 2012 | Grã-Bretanha GBR | 57 - 50   | FRA França | Basketball Arena, Londres                                             |
| 19:00                 | Phipps 30        | Relatório | Sallem 18  | Público: 5,186 pessoas Árbitro: JPN Motoko Izumiya USA Darren Roberts |

| 6 de setembro de 2012 | Japão JPN  | 48 - 64   | USA Estados Unidos | Basketball Arena, Londres                                           |
| 21:15                 | Ikezaki 20 | Relatório | Aoki 20            | Público: 2,959 pessoas Árbitro: NZL Philip Washbourn GBR Dave Woods |

| 7 de setembro de 2012 | Grã-Bretanha GBR | 39 - 51   | JPN Japão  | Basketball Arena, Londres                                           |
| 15:00                 | Phipps 21        | Relatório | Ikezaki 24 | Público: 8,458 pessoas Árbitro: USA Mitch Carr NZL Philip Washbourn |

| 7 de setembro de 2012 | Estados Unidos USA | 70 - 44   | FRA França | Basketball Arena, Londres                                                  |
| 17:15                 | Sumner 11          | Relatório | Sallem 21  | Público: 6,259 pessoas Árbitro: CAN Pierre-Alexandre Brière GBR Dave Woods |

### Grupo B
| Equipe        | P | J | V | E | D | GP  | GC  | SG  |
| ------------- | - | - | - | - | - | --- | --- | --- |
| AUS Austrália | 6 | 3 | 3 | 0 | 0 | 182 | 142 | +40 |
| CAN Canadá    | 4 | 3 | 2 | 0 | 1 | 163 | 166 | -3  |
| SWE Suécia    | 2 | 3 | 1 | 0 | 2 | 151 | 155 | -4  |
| BEL Bélgica   | 0 | 3 | 0 | 0 | 3 | 135 | 168 | -33 |

|  | Classificados às semifinais |
|  | Eliminadas                  |

| 5 de setembro de 2012 | Suécia SWE | 52 - 42   | BEL Bélgica | Basketball Arena, Londres                                               |
| 16:15                 | Uhlmann 15 | Relatório | Mertens 20  | Público: 4,404 pessoas Árbitro: JPN Motoko Izumiya NZL Philip Washbourn |

| 5 de setembro de 2012 | Austrália AUS | 64 - 52   | CAN Canadá | Basketball Arena, Londres                                         |
| 19:00                 | Batt 37       | Relatório | Lavoie 9   | Público: 5,539 pessoas Árbitro: USA Darren Roberts GBR Dave Woods |

| 6 de setembro de 2012 | Suécia SWE | 47 - 60   | AUS Austrália | Basketball Arena, Londres                                                           |
| 14:00                 | Uhlmann 9  | Relatório | Batt 30       | Público: 5,622 pessoas Árbitro: CAN Pierre-Alexandre Brière GER Alexander Schreiner |

| 6 de setembro de 2012 | Canadá CAN | 58 - 50   | BEL Bélgica | Basketball Arena, Londres                                            |
| 16:15                 | Madell 18  | Relatório | Mertens 24  | Público: 6,225 pessoas Árbitro: USA Mitch Carr NED Chris van de Riet |

| 7 de setembro de 2012 | Austrália AUS | 58 - 43   | BEL Bélgica | Basketball Arena, Londres                                                |
| 10:00                 | Batt 29       | Relatório | Mertens 14  | Público: 2,822 pessoas Árbitro: JPN Motoko Izumiya NED Chris van de Riet |

| 7 de setembro de 2012 | Canadá CAN | 53 - 52   | SWE Suécia | Basketball Arena, Londres                                                  |
| 12:15                 | Madell 18  | Relatório | Hjert 13   | Público: 5,469 pessoas Árbitro: USA Darren Roberts GER Alexander Schreiner |

## Fase eliminatória

### Fase de consolação
|  | Disputa pelo 5º-8º lugar | Disputa pelo 5º-8º lugar | Disputa pelo 5º-8º lugar |  |  | Disputa pelo 5º lugar | Disputa pelo 5º lugar | Disputa pelo 5º lugar |
|  |                          |                          |                          |  |  |                       |                       |                       |
|  | A3                       | GBR Grã-Bretanha         | 54                       |  |  |                       |                       |                       |
|  | B4                       | BEL Bélgica              | 49                       |  |  |                       |                       |                       |
|  |                          |                          |                          |  |  | A3                    | GBR Grã-Bretanha      | 59                    |
|  |                          |                          |                          |  |  | B3                    | SWE Suécia            | 47                    |
|  | B3                       | SWE Suécia               | 58                       |  |  |                       |                       |                       |
|  | A4                       | FRA França               | 48                       |  |  | Disputa pelo 7º lugar | Disputa pelo 7º lugar | Disputa pelo 7º lugar |
|  |                          |                          |                          |  |  | B4                    | BEL Bélgica           | 54                    |
|  |                          |                          |                          |  |  | A4                    | FRA França            | 50                    |

#### Disputa pelo 5º-8º lugar
| 8 de setembro de 2012 | Grã-Bretanha GBR | 54 - 49   | BEL Bélgica | Basketball Arena, Londres                                                        |
| 09:30                 | Phipps 28        | Relatório | Mertens 18  | Público: 1,567 pessoas Árbitro: CAN Pierre-Alexandre Brière NZL Philip Washbourn |

| 8 de setembro de 2012 | Suécia SWE | 58 - 48   | FRA França | Basketball Arena, Londres                                         |
| 11:45                 | Hjert 14   | Relatório | Sallem 23  | Público: 2,994 pessoas Árbitro: JPN Motoko Izumiya GBR Dave Woods |

#### Disputa pelo 7º lugar
| 8 de setembro de 2012 | Bélgica BEL | 54 - 50   | FRA França | Basketball Arena, Londres                                           |
| 19:00                 | Mertens 28  | Relatório | Sallem 27  | Público: 1,734 pessoas Árbitro: NZL Philip Washbourn GBR Dave Woods |

#### Disputa pelo 5º lugar
| 8 de setembro de 2012 | Grã-Bretanha GBR | 59 - 47   | Suécia SWE | Basketball Arena, Londres                                              |
| 21:15                 | Phipps 34        | Relatório | Jansson 20 | Público: 2,484 pessoas Árbitro: USA Mitch Carr GER Alexander Schreiner |

### Fase final
|  | Semifinais | Semifinais         | Semifinais |  |  | Final               | Final               | Final               |
|  |            |                    |            |  |  |                     |                     |                     |
|  | A1         | USA Estados Unidos | 49         |  |  |                     |                     |                     |
|  | B2         | CAN Canadá         | 50         |  |  |                     |                     |                     |
|  |            |                    |            |  |  | B2                  | CAN Canadá          | 51                  |
|  |            |                    |            |  |  | B1                  | AUS Austrália       | 66                  |
|  | B1         | AUS Austrália      | 59         |  |  |                     |                     |                     |
|  | A2         | JPN Japão          | 45         |  |  | Disputa pelo bronze | Disputa pelo bronze | Disputa pelo bronze |
|  |            |                    |            |  |  | A1                  | USA Estados Unidos  | 53                  |
|  |            |                    |            |  |  | A2                  | JPN Japão           | 43                  |

#### Semifinais
| 8 de setembro de 2012 | Austrália AUS | 59 - 45   | JPN Japão  | Basketball Arena, Londres                                         |
| 14:00                 | Batt 27       | Relatório | Ikezaki 24 | Público: 5,333 pessoas Árbitro: USA Mitch Carr USA Darren Roberts |

| 8 de setembro de 2012 | Estados Unidos USA | 49 - 50   | CAN Canadá | Basketball Arena, Londres                                                     |
| 16:15                 | Aoki 14            | Relatório | Madell 14  | Público: 4,324 pessoas Árbitro: GER Alexander Schreiner NED Chris van de Riet |

#### Disputa pelo bronze
| 9 de setembro de 2012 | Estados Unidos USA | 53 - 43   | JPN Japão  | Basketball Arena, Londres                                                        |
| 12:00                 | Aoki 13            | Relatório | Ikezaki 27 | Público: 7,852 pessoas Árbitro: CAN Pierre-Alexandre Brière NZL Philip Washbourn |

#### Final
| 9 de setembro de 2012 | Canadá CAN | 51 - 66   | AUS Austrália | Basketball Arena, Londres                                                |
| 14:15                 | Madell 11  | Relatório | Batt 37       | Público: 9,048 pessoas Árbitro: USA Darren Roberts NED Chris van de Riet |

## Classificação final
| Pos.   | País               |
| ------ | ------------------ |
| Ouro   | AUS Austrália      |
| Prata  | CAN Canadá         |
| Bronze | USA Estados Unidos |
| 4      | JPN Japão          |
| 5      | GBR Grã-Bretanha   |
| 6      | SWE Suécia         |
| 7      | BEL Bélgica        |
| 8      | FRA França         |